# Johnston (pays de Galles)
Pour les articles homonymes, voir Johnston.
Johnston est une ville et une communauté du pays de Galles située dans le comté du Pembrokeshire.

## Géographie
Johnston se situe dans le comté du Pembrokeshire, à mi-chemin entre les villes de Milford Haven et de Haverfordwest. La localité s'étend le long de l'A4076 et est notamment desservie par une voie ferrée.

## Culture et patrimoine
Au centre du village se dresse la silhouette de l'église Saint-Pierre, classée en grade II le 3 janvier 1963.

## Démographie
| Évolution de la population |      |      |      |      |      |      |      |      |      |      |      |      |      |       |       |       |       |
| Année                      | 1801 | 1811 | 1821 | 1831 | 1841 | 1851 | 1881 | 1891 | 1901 | 1911 | 1921 | 1931 | 1951 | 1961  | 2001  | 2008  | 2010  |
| Habitants                  | 99   | 163  | 186  | 194  | 289  | 263  | 209  | 226  | 241  | 272  | 322  | 384  | 600  | 1 133 | 2 249 | 2 319 | 2 363 |